# 浅井寿篤
浅井 寿篤（あさい ひさあつ、安政元年（1854年） - 明治11年（1878年）7月27日）は、明治期の日本の警察官。明治維新後の族籍は島根県士族。
大久保利通暗殺（紀尾井坂の変）の実行犯のひとり。

## 経歴
鳥取藩士の子として生まれ、明治維新後、警視庁巡査となった。西南戦争に従軍後、凱旋中に禁令を破り免職された。
島田一郎ら5人と共に大久保利通の暗殺を企て、明治11年（1878年）5月14日、石川県士族以外ではただ一人、大久保利通の襲撃に参加した（紀尾井坂の変）。
事件後すぐさま宮内省に自首し、同年7月27日午前10時頃に死刑を宣告されると、同日午前11時半に市ヶ谷監獄にて他の5人と共に斬罪に処せられた。享年25とされている。明治22年（1889年）に大赦された。墓は谷中霊園にある。
彼らを裁いた判事・玉乃世履によると、主犯の島田一郎以外はこの暗殺の趣意を知らず、ただ島田に「この人を除く事が御国のため」と洗脳されて犯行に及ぶに至ったと思われるという（東京日日新聞・明治11年6月1日）。